# Discografia lui Dan Spătaru
1. Nici O Lacrimă
2. Știu adevărul
3. Tu nu-nțelegi că te iubesc
4. și Margareta Pâslaru Ale tale
5. Te iubesc, mă iubești
6. Nu-ți fie teamă de-un sărut
7. Mi-a plăcut surâsul tău
8. Cine te-a iubit
9. Hai, hai, hai dragoste
10. Să știi, măicuța mea
11. Eu sunt sentimental
12. Cântec
13. Să nu te joci cu dragostea
14. Nu Vreau Să Plângi
15. Pe aleea Oltului
16. Raza mea de soare
17. Oare, oare
18. Colegi de clasă
19. Se întâmplă câteodată
20. Ce pot să fac!
21. Amintirile mele
22. Trecea Fanfara Militară
23. Drumurile noastre
24. Nimic Nu E Prea Mult
25. Scara de mătase
26. Și cât voi trăi, voi iubi
27. Nu-ți șade bine când plângi
28. Mi-ai furat inima
29. Nu-i târziu
30. Poate, poate
31. Vin' La Noi în Medgidia
32. Spune-mi unde, spune-mi cine
33. Te-așteaptă un om
34. Eu te iubesc demult
35. Noapte buna București
36. Fir de viață înmugurit
37. Ce-mi ești tu mândruțo mie
38. La cinci și jumătate, la Universitate
39. Cu mașina
40. Ștrengarul
41. Țărăncuță, țărăncuță
42. & Mirabela Dauer Magistrala Albastră
43. De vrei să ști ce înseamnă român
44. Mi-a spus inima aseară
45. Nu știam că mă iubești și tu
46. E frumos de-mi place mie
47. Sărută marea pentru mine
48. Ce e cu tine
49. Măicuță Îți Mulțumesc
50. Toamna se numără bobocii
51. Dacă n-oi iubi acum
52. Dacă tu ai fi floare
53. Să-ntrebi răsăritul de lună
54. Drum Bun
55. Cu cine semeni dumneata
56. Amintiri, amintiri
57. Mai gândește-te
58. Să Cântăm Chitara Mea
59. Cine sunt eu
60. Dar ce nu ai
61. Nu m-am gândit la despărțire
62. Spune-mi Ce Mai Face Mama
63. Te-am Iubit Mario
64. Un cântec dulce
65. Nu știam că mă iubești ... (cu MIRABELA DAUER)
66. Chitare
67. Ai trecut pe strada mea
68. Tu, eu și-o umbrelă
69. Cântec de Tată
70. Pentru o clipă de iubire
71. În Rândul Patru
72. Și ce dacă trece vremea
73. Cântă d-alea, d-ale noastre
74. Îți pare rău
75. Serenadă pe zăpadă
76. Olimpiada tinereții
77. E cea mai simplă din povești
78. Te-așteaptă un om